# Rui Jorge
Rui Jorge de Sousa Dias Macedo de Oliveira známý jako Rui Jorge (* 27. březen 1973 Vila Nova de Gaia) je bývalý portugalský fotbalista. Nastupoval především na postu krajního obránce.
S portugalskou reprezentací získal bronzovou medaili z mistrovství Evropy 2000 a stříbro z mistrovství Evropy 2004. Hrál též na světovém šampionátu v Koreji a Japonsku roku 2002. Zúčastnil se rovněž olympijských her v Atlantě v roce 1996. V národním týmu působil v letech 1994–2004 a odehrál 45 utkání, v nichž vstřelil 1 branku.
Sedmkrát se stal mistrem Portugalska, pětkrát s FC Porto (1992–93, 1994–95, 1995–96, 1996–97, 1997–98), dvakrát se Sportingem Lisabon (1999/00, 2001/02), třikrát získal portugalský pohár, dvakrát s Portem (1993/94, 1997/98), jednou se Sportingem (2001/02). Nejvyšší soutěž hrál též za CF Os Belenenses.